# 김지훈 (1992년)
김지훈(1992년 9월 6일 ~ )는 대한민국의 축구 선수로, 포지션은 공격수이다.